# New Line Home Entertainment
New Line Home Entertainment, dawniej znana pod nazwą New Line Home Video – oddział dystrybucji filmów studia New Line Cinema do domowego wideo, działający w latach 1990–2010. Według oficjalnej witryny internetowej, Misery (1990) było pierwszym wydaniem dystrybuowanym przez New Line Home Video.